# Макарти (Аљаска)
Макарти (енгл. McCarthy) насељено је место без административног статуса у америчкој савезној држави Аљаска.

## Демографија
По попису из 2010. године број становника је 28, што је 14 (-33,3%) становника мање него 2000. године.
| Група             | 2000.       | 2010.      |
| Белци             | 42 (100,0%) | 27 (96,4%) |
| Афроамериканци    | 0 (0,0%)    | 0 (0,0%)   |
| Азијати           | 0 (0,0%)    | 0 (0,0%)   |
| Хиспаноамериканци | 0 (0,0%)    | 0 (0,0%)   |
| Укупно            | 42          | 28         |